# باباكار كامارا
باباكار كامارا (بالفرنسية: Babacar Camara)‏ مواليد 15 أكتوبر 1981 في داكار، هو لاعب كرة سلة سنغالي. بدأ مسيرته الاحترافية في سنة 2005. يلعب في الدوري المكسيكي لكرة السلة كلاعب وسط. يحمل الرقم 9. يبلغ طوله 6 قدم 11 بوصة (2.1 م).

## المسيرة الاحترافية
لعب مع جيلين نورثيست تايجرز في الدوري الصيني من سنة 2005 إلى 2008، ثم لعب مع لوس أنجلوس ديفيندرز في سنة 2007، ثم لعب مع تاكاماتسو فايف أروس في سنة 2009، ثم لعب مع نادي أحد لكرة السلة في موسم 2010–2011.

## روابط خارجية
- باباكار كامارا على موقع كرة السلة الأوروبية.كوم (الإنجليزية)
- باباكار كامارا على موقع كلية كرة السلة في سبورتس رفرنس.كوم (الإنجليزية)
- باباكار كامارا على موقع ريلجم (الإنجليزية)
- باباكار كامارا على موقع بروبوليرز (الإنجليزية)
- باباكار كامارا على موقع سبورتس رفرنس (الإنجليزية)